# 烏克蘭外交

与乌克兰有外交关系的国家

乌克兰自1991年独立以来，与国际上的大部分国家建立了正式的外交关系。事宜由烏克蘭外交部負責。

## 概要
1992年1月31日，乌克兰加入当时的欧洲安全与合作会议（现欧安组织），并于1992年3月10日成为北大西洋合作委员会成员。
1998年3月1日，欧盟与乌克兰的伙伴关系与合作协议（PCA）正式生效。欧盟（EU）鼓励乌克兰在开始讨论结盟协议之前全面实施PCA。
1999年12月，在赫尔辛基举行的欧盟峰会上发布的欧盟对乌克兰共同战略承认乌克兰的长期愿望，但没有讨论结盟。 

## 入欧进程
2010年5月28日，在亲俄派总统亚努科维奇的领导下，乌克兰宣布将放弃加入北约的计划。亚努科维奇选择让乌克兰成为一个不结盟国家。
2014年2月，亚努科维奇下台以及俄罗斯吞并克里米亚之后，乌克兰重新推动加入北约。 2014年12月23日，乌克兰总统佩特罗·波罗申科表示乌克兰将进行欧洲一体化，并取消乌克兰的不结盟政策。

## 已断交的国家
2022年2月24日，因俄羅斯入侵烏克蘭，乌克兰宣布與俄羅斯断交。
2022年6月29日，叙利亚宣布承认俄罗斯控制的卢甘斯克和顿涅茨克地区，并建立外交关系，乌克兰总统泽连斯基宣布与叙利亚断绝关系。
2022年7月14日，朝鮮民主主義人民共和國宣布承认俄罗斯控制的卢甘斯克和顿涅茨克地区，乌克兰隨即与之断绝关系。
2024年8月4日，马里与乌克兰断绝了所有外交关系，因为乌克兰向阿扎瓦德民族解放运动提供情报以伏击瓦格纳集团。
2024年8月6日，非洲国家尼日尔宣布切断与乌克兰的外交关系，并指控基辅支持“恐怖主义团体”。

## 可能断交的国家

#### 伊朗
2022年9月23日，乌克兰宣布降低与伊朗的外交关系。因伊朗向俄罗斯提供武器及无人机以对乌克兰发动战争。10月17日，乌克兰外交部长德米特罗·库莱巴敦促欧盟对伊朗实施制裁。10月18日，在俄罗斯涉嫌使用伊朗制造的无人机发动对乌克兰的一波袭击后，德米特罗·库莱巴表示，他已向总统泽连斯基提交正式断绝与德黑兰外交关系的提案。2023年2月3日，乌克兰警告伊朗向俄罗斯提供武器已经越界，未来将取决于伊朗的行动随时准备断绝外交关系。

## 另見
- 駐烏克蘭外交機構列表
- 烏克蘭建交列表